# 狭叶绢藓
狭叶绢藓（学名：Entodon macropodus），又名薄叶绢藓，为绢藓科绢藓属下的一个种。